# 13710 Shridhar
13710 Shridhar eller 1998 QU13 är en asteroid i huvudbältet som upptäcktes den 17 augusti 1998 av LINEAR i Socorro County, New Mexico.  Den är uppkallad efter Nupur Shridhar.
Asteroiden har en diameter på ungefär 3 kilometer.